# Другий Універсал Української Центральної Ради

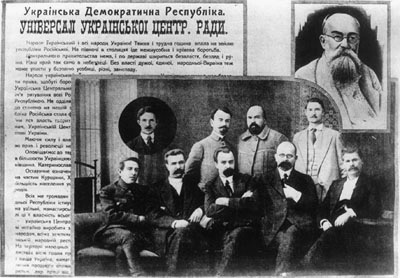
Перший Генеральний Секретаріат Центральної Ради

Дру́гий універса́л Украї́нської Центра́льної Ра́ди — державно-правовий акт, універсал Української Центральної Ради, що зафіксував домовленості між Українською Центральною Радою та Тимчасовим урядом Росії. Проголошений Володимиром Винниченком 3 (16) липня 1917 року в Києві, на урочистому засіданні в Педагогічному музеї як відповідь на телеграму Тимчасового уряду Центральній Раді.

## Опис

Ⅱ Універсал Української Центральної Ради

Згідно з Універсалом, Тимчасовий уряд визнавав право України на автономію, а УЦР та Генеральний секретаріат — органами державної влади в Україні. Натомість, УЦР змушена була погодитися на те, що остаточно питання про форму автономії буде вирішено Всеросійськими Установчими зборами та визнати, що Україна не претендує на повну державну незалежність. Центральна рада приймала умови Тимчасового уряду про розширення її складу за рахунок представників національних меншин України. Вона взяла зобов'язання розробити проєкти законів про українську автономію для їх розгляду Установчими зборами Росії. Фактично до території автономної Української Народної Республіки входили території Київської, Подільської, Волинської, Чернігівської, Полтавської губерній. Щодо армії, то в Універсалі зазначено:
|  | Що торкається комплектовання військових частей, то для сього Центральна Рада матиме своїх представників при кабінеті Військового Міністра, при Генеральнім Штабі і Верховному Головнокомандуючому, які будуть брати участь в справах комплектування окремих частин виключно українцями, поскільки таке комплектування, по опреділенню Військового Міністра, буде являтись з технічного боку можливим без порушення боєспособности армії. |

Ⅱ Універсал неоднозначно сприйнятий українцями. Чимало з них розцінили його як зраду, назвавши «другим Переяславом». Гострій, почасти справедливій, критиці піддав його лідер українських націоналістів Микола Міхновський. Більше користі з українсько-російського договору (а саме таким були Ⅱ Універсал у поєднанні з Декларацією Тимчасового уряду) отримали росіяни. Визнаючи право українців на автономію, Тимчасовий уряд, не давав їм нічого зверх того, що вони вже і без його благословення здобули. Більше того, УЦР навіть відмовилася від певної свободи дій. Так, зокрема, вона запевнила, що налаштована рішуче «проти замірів самовільного здійснення автономії України» до скликання Установчих зборів. До того ж, УЦР добровільно віддавала Тимчасовому урядові право затвердження членів українського Генерального секретаріату, яке раніше належало їй. Отже, у політичному розумінні це був крок назад у розвитку української революції. Водночас це був компроміс.

## Історіографія
Другий універсал Української Центральної Ради не має одностайної оцінки серед сучасників та дослідників. Так, наприклад, М. Грушевський (який на той час був головою УЦР) вважав, що «порозуміння УЦР з російським урядом відкрило нову сторінку в житті України». Сучасний дослідник Я. Грицак зазначає, що «без сумніву, Другий універсал був кроком назад у порівнянні з першим».